# Marco Eugênio Galrão Leite de Almeida
Marco Eugênio Galrão Leite de Almeida (ur. 30 stycznia 1959 w Aracaju) – brazylijski duchowny rzymskokatolicki, od 2013 biskup pomocniczy São Salvador da Bahia.

## Życiorys
Święcenia kapłańskie przyjął 10 grudnia 1989 i został inkardynowany do archidiecezji Aracaju. Przez kilka lat pracował jako proboszcz, zaś w 1997 został wikariuszem generalnym archidiecezji. W latach 2001–2003 pełnił urząd kanclerza kurii.
30 kwietnia 2003 został prekonizowany biskupem Estância. Sakry biskupiej udzielił mu 16 lipca 2003 ówczesny arcybiskup Aracaju, José Palmeira Lessa.
W 2013, w związku z pogarszającym się stanem zdrowia, poprosił Stolicę Apostolską o zwolnienie z urzędu biskupa diecezjalnego. 25 września papież Franciszek przychylił się do prośby i powierzył mu urząd biskupa pomocniczego São Salvador da Bahia, przydzielając mu stolicę tytularną Albulae.